# Bronchocela rubrigularis
Espèce
Bronchocela rubrigularis est une espèce de sauriens de la famille des Agamidae.

## Répartition
Cette espèce est endémique des îles Nicobar en Inde.

## Publication originale
- Hallermann, 2009 : A new species of Bronchocela (Squamata: Agamidae) from Nicobar Island. Bonner zoologische Beiträge, vol. 56, no 4, p. 279–284 (texte intégral).